# Bagram Collection Point
De Bagram Collection Point (B.C.P.) is een gevangenis in Afghanistan met ongeveer 500 gevangenen, die in [2006 in opspraak kwam, omdat de Amerikanen er hetzelfde beleid bleken te voeren als in Guantánamo Bay: velen zitten er zonder aanklacht of zonder vorm van proces.

## Oprichting en locatie
Bagram werd opgericht in 2002 in de historische Afghaanse stad Bagram, als onderdeel van de oorlog. De gevangenis staat in de directe omgeving van de luchtmachtbasis Bagram, die ook in Amerikaans beheer is. Het complex werd al gebouwd in de Afghaanse Oorlog, die tussen 1979 en 1989 plaatsvond. De cellen zijn voornamelijk kooien met een tiental mensen erin, die slapen op matjes. De isoleercellen zijn er gemaakt van metaal en hout, en worden met draadpennen aan elkaar gehouden. Amerikaanse militairen dienen als bewakers van het terrein.

## Beleid
Een ambtenaar van het Amerikaanse ministerie van defensie zei: Iedereen die in Bagram is geweest, zal je vertellen dat het erger is dan Guantánamo Bay'. Bij de oprichting van de B.C.P., werd deze gevangenis gezien als een tijdelijke bergplaats voor Afghanen die zich verzetten tegen de aanwezigheid van Amerikanen in hun land. Het complex werd streng beveiligd: foto's maken van de gevangenis was ten strengste verboden en er werd niemand toegelaten, met uitzondering van het Rode Kruis. Dit laatste betekent ook dat er geen leden van het Amerikaanse Congres of andere waarnemers, en geen advocaten toegang kregen. Anders dan in Guantánamo Bay waren er zelfs geen militaire advocaten aanwezig, met als gevolg dat de gedetineerden niet professioneel, juridisch verdedigd konden worden. Wel bestaan er in Bagram militaire raden, die beoordelen of gevangenen met recht worden verdacht van terroristische activiteiten. De meeste gevangenen hebben na hun vrijlating verklaard te zijn opgepakt nadat zij anoniem werden aangegeven, of nadat zij een dwangsom opgelegd kregen, die zij niet konden betalen.
Van Amerikaanse zijde is er zeer weinig over Bagram bekendgemaakt. In 2005 kwam er echter een 2000 pagina's dik rapport van de United States Army in handen van The New York Times, waarin een beschrijving werd gedaan van de martelingen van twee ongewapende Afghaanse gevangenen. In december 2005, enkele dagen na hun aankomst in het complex, vonden de twee hun dood.

### Dilawar

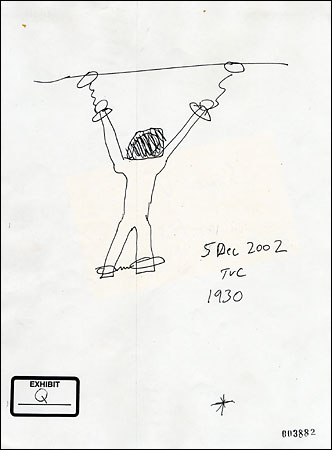
De manier waarop Daliwar werd vastgeketend, getekend door ex-MP Thomas V. Curtis

Dilawar was een 22-jarige taxichauffeur en boer. Hij woog 61 kilogram en werd door medegevangenen omschreven als een niet-extremistisch of agressief persoon.
Dilawar werd op 5 december gearresteerd en naar Bagram gebracht. Op 10 december werd hij doodgeslagen. Toen hij werd geslagen, schijnt hij regelmatig om God geschreeuwd te hebben. Dat amuseerde de militairen zodanig, dat zij hem bewust opstookten, aldus een van de ex-militairen. Volgens deze ex-militair bleven er mensen komen die hem om God wilden horen schreeuwen, en hem een voor een op zijn kuitbeen sloegen. "Het duurde meer dan 24 uur, en ik denk dat Dilawar meer dan 100 klappen kreeg".
De New York Times schreef hier het volgende over:
On the day of his death, Dilawar had been chained by the wrists to the top of his cell for much of the previous four days.
A guard tried to force the young man to his knees. But his legs, which had been pummeled by guards for several days, could no longer bend. An interrogator told Mr. Dilawar that he could see a doctor after they finished with him. When he was finally sent back to his cell, though, the guards were instructed only to chain the prisoner back to the ceiling.
"Leave him up," one of the guards quoted Specialist Claus as saying. Several hours passed before an emergency room doctor finally saw Mr. Dilawar. By then he was dead, his body beginning to stiffen.
It would be many months before Army investigators learned a final horrific detail: Most of the interrogators had believed Mr. Dilawar was an innocent man who simply drove his taxi past the American base at the wrong time.

### Habibullah
Habibullah vond op 4 december de dood, toen hij werd verhoord door enkele militairen. Hij had de reputatie Amerikanen graag uit te lokken. De New York Times schreef over zijn dood:
 ... When Sgt. James P. Boland saw Mr. Habibullah on Dec. 3, he was in one of the isolation cells, tethered to the ceiling by two sets of handcuffs and a chain around his waist. His body was slumped forward, held up by the chains. Sergeant Boland ... had entered the cell with (Anthony M. Morden en Brian E. Cammack, red.). ...
kneeing the prisoner sharply in the thigh, "maybe a couple" of times. Mr. Habibullah's limp body swayed back and forth in the chains.
Toen de artsen kwamen, troffen zij Habibullah dood aan.

## Vervolg
Volgens de New York Times is het aantal martelingen na de dood van Daliwar en Habibullah aanzienlijk afgenomen. Dat is het gevolg van de arrestatie van 15 Amerikaanse militairen op 15 november 2005, die bij de mishandelingen betrokken waren. Van hen zijn er enkelen om onbekende reden vrijgelaten. De hoogste straf die werd opgelegd was 5 maanden cel, voor Sgt. Joshua Claus.
Als onderdeel van het Amerikaanse nationale programma van verzoening in Afghanistan, werden in januari 2005 350 gevangenen uit de Bagramgevangenis vrijgelaten. Sindsdien zitten er nog ongeveer 500 gedetineerden in het complex. Aan het officiële beleid in de gevangenis is vooralsnog niets veranderd.